# Orquesta Sinfónica de Montreal

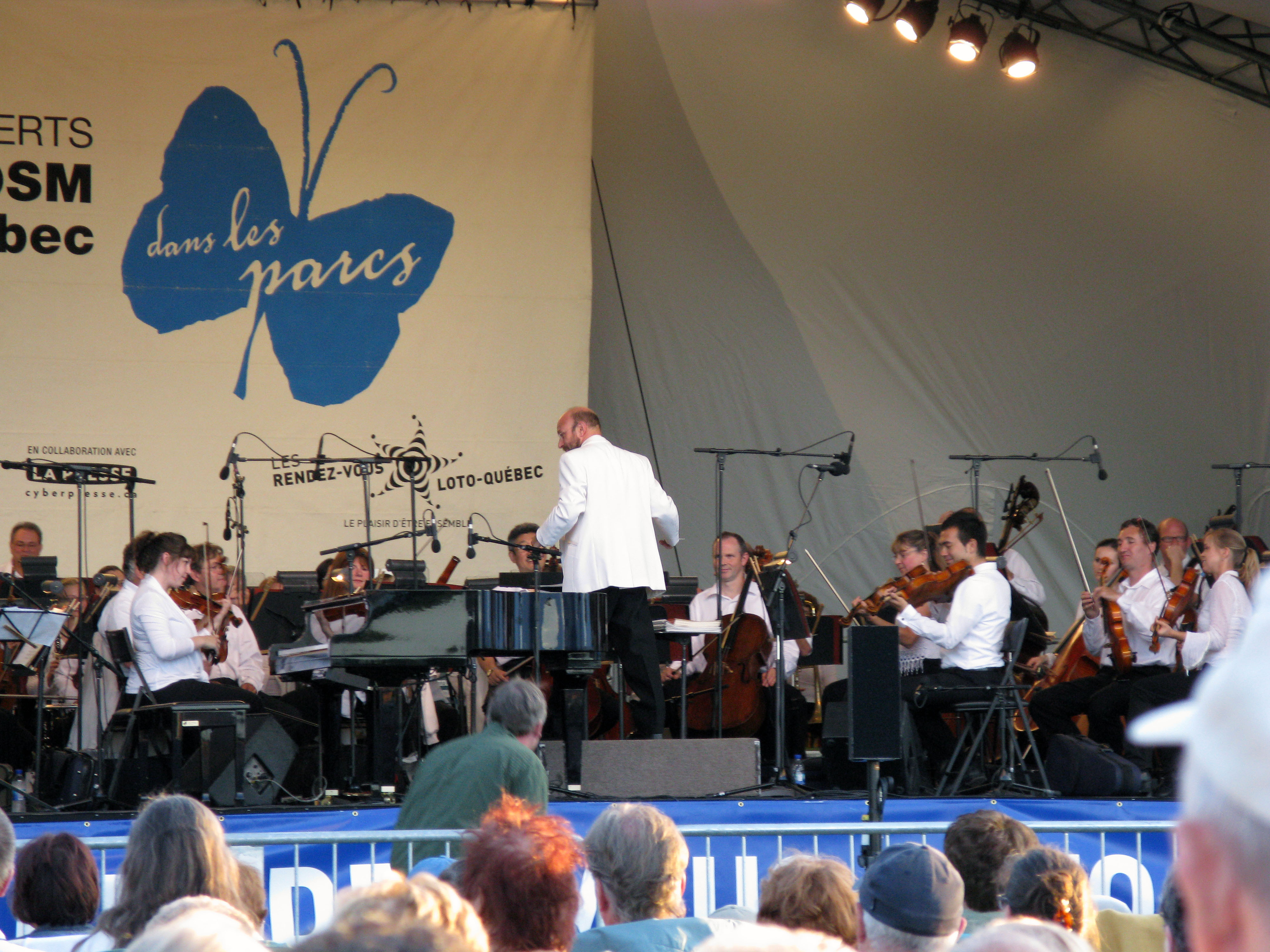
Orquesta sinfónica de Montreal en Pierrefonds.

La Orquesta Sinfónica de Montreal (Orchestre Symphonique de Montréal, OSM) es una orquesta sinfónica de la ciudad de Montreal, la más prestigiosa de Canadá. Actualmente el director titular es el maestro Kent Nagano, director estadounidense de origen japonés.

## Historia
Fue fundada en 1934 con el apoyo del gobierno de Quebec, y realizó su primer concierto el 14 de enero de 1935 en la sala L'École Le Plateau, en el parque Lafontaine, bajo la dirección del director canadiense Rosario Bourdon. La orquesta ha interpretado principalmente obras de Beethoven, Chaikovski, Mendelssohn, Debussy, Karl Goldmark, y Calixa Lavallée.
Wilfrid Pelletier, director de orquesta en la Metropolitan Opera de Nueva York, se convirtió pronto en el primer director artístico, y creó los Matinées symphoniques pour la jeunesse (Mañanas sinfónicas para la juventud) y los Concerts d'été  (Conciertos de verano) al aire libre, en la explanada del Châlet del Mont Royal. 
De 1940 a 1957, el director belga Désiré Defauw sucede a Pelletier y son invitados numerosos directores famosos, como Charles Münch, Bruno Walter, Georges Enesco, Ígor Stravinski, Leopold Stokowski, Leonard Bernstein, Pierre Monteux, Josef Krips, Ernest Ansermet y Otto Klemperer. 
En 1957, Igor Markevitch fue nombrado nuevo director artístico, y con su gestión multiplica las actividades de la orquesta que consigue un estatuto profesional. Zubin Mehta lo reemplaza de 1961 a 1967, período durante el cual la orquesta sinfónica de Montreal realiza sus primeras giras, y es la primera orquesta canadiense en actuar en Europa. Es reemplazado por Franz-Paul Decker entre 1967 y 1975, y posteriormente es brevemente sucedido por Rafael Frühbeck de Burgos de 1975 a 1976.
En 1977 es nombrado Charles Dutoit como director artístico, cargo que ocupó hasta 2002. Es bajo su iniciativa cuando se crea el festival "Mozart Plus" en la basílica de Notre-Dame, en el barrio viejo de Montreal, así como diversos conciertos gratuitos en los parques de la región de Montreal. En 1981, la orquesta efectúa una gira continental por Canadá y Estados Unidos; posteriormente entre 1981 y 1987, realizan siete giras por Asia, nueve giras por Europa y dos por Sudamérica.
En agosto de 1987 realizan cinco conciertos en el Hollywood Bowl de Los Ángeles y después, el verano de 1988, tres conciertos en el festival de Ravinia. En 1990, la orquesta responde a la invitación al festival de verano de la prestigiosa Boston Symphony Orchestra en Tanglewood.
Después de un período de descanso, en 1999 la orquesta participa en la 15.ª edición del Festival de Música de Canarias, seguida por una gira en Japón durante el mes de junio, y una gira de dos semanas en Alemania. En febrero de 2000, la gira fue de una semana en Florida.
El 27 de junio de 2006, el gobierno de Quebec anuncia la construcción de una sala de conciertos para la OSM valorada en 105 millones de dollares de fondos públicos y privados. Se espera que esté acabada, como muy tarde, el año 2011.

## Directores
- Wilfrid Pelletier (1935–1940)
- Désiré Defauw (1941–1952)
- Otto Klemperer (1950–1953)
- Igor Markevitch (1957–1961)
- Jacques Beaudry (1962)
- Zubin Mehta (1961–1967)
- Franz-Paul Decker (1967–1975)
- Rafael Frühbeck de Burgos (1975–1976)
- Charles Dutoit (1977–2002)
- Kent Nagano (2006–2020)
- Rafael Payare (desde 2022)

## Premios
- Diciembre de 1984: disco de platíno para la grabación del Bolero de Ravel (más de 100.000 ejemplares vendidos).
- Febrero de 1996: Grammy para la grabación de la ópera Les Troyens de Berlioz.
- Febrero de 2000: Grammy por «la mejor interpretación instrumental - solista con orquesta» para la grabación de los Conciertos núm. 1 y núm. 3 de Prokófiev y del Concierto núm. 3 de Béla Bartók con Martha Argerich y Charles Dutoit.
- Noviembre de 2001: Premio por el mejor concierto del año en la "Gala des Prix Opus du Conseil Québécois de la Musique" por Elektra de Richard Strauss.
- 2002: Premio por el mejor concierto del año en la "Gala des Prix Opus du Conseil Québécois de la Musique", categoría música clásica, romántica y moderna, por Wozzeck de Alban Berg.
- Abril de 2003: mejor disco clásico «categoría gran conjunto o solista con gran conjunto» para los Conciertos para violín, volumen II, de Max Bruch, con el violinista James Ehnes bajo la dirección de Mario Bernardi. Premio Félix por la misma grabación.